# Sindi
Sindi là một thành phố và là nơi đặt hội đồng đô thị (municipal council) của quận Wardha thuộc bang Maharashtra, Ấn Độ.

## Địa lý
Sindi có vị trí 20°48′B 78°52′Đ / 20,8°B 78,87°Đ Nó có độ cao trung bình là 243 mét (797 feet).

## Nhân khẩu
Theo điều tra dân số năm 2001 của Ấn Độ, Sindi có dân số 13.052 người. Phái nam chiếm 52% tổng số dân và phái nữ chiếm 48%. Sindi có tỷ lệ 73% biết đọc biết viết, cao hơn tỷ lệ trung bình toàn quốc là 59,5%: tỷ lệ cho phái nam là 79%, và tỷ lệ cho phái nữ là 67%. Tại Sindi, 12% dân số nhỏ hơn 6 tuổi.